# Байзак (Жамбылская область)
Байза́к (ранее — Но́во-Никола́евка, Кра́сная Заря́, Кене́с; каз. Байзақ) — село в Байзакском районе Жамбылской области Казахстана, административный центр Ботамойнакского сельского округа.

## География
Село расположено на юго-западе Байзакского района, в 8 километрах к северо-востоку от областного центра города Тараз, в 1 километре к югу от районного центра села Сарыкемер. Ближайшая железнодорожная станция Ушбулак — расположена примерно в 2 километрах к востоку от села (по дороге — 5,9 км). Соседние населённые пункты: Сарыкемер в 1 километре к северу, Ботамойнак — в 1,2 километрах к юго-западу. Транспортное сообщение осуществляется по автодорогам A2 и КН-21 (Ушбулак — Сарыкемер). Высота центра села — 571 метров над уровнем моря.

## История
Селение Но́во-Никола́евское отсутствует в «Обзорах Сыр-Дарьинской области» до 1913-х годов, при этом присутствует в переписи 1920 года, тем самым, село должно было быть основано между периодами 1914—1920 гг. Согласно переписи 1920 года, Ново-Николаевское административно относилось к Михайловской волости (волостное село — Михайловка), имело 239 человек, преобладающим языком являлся украинский. 15 апреля 1925 года, на основании постановления пленума Сыр-Дарьинского губисполкома от 8—9 апреля 1925 года, Михайловская волость была разделена и присоединена в составы Кенесской и Таласской волостей. 17 января 1928 года волости Аулиеатинского уезда были присоединены в состав Сыр-Дарьинского округа; из Ассинской (часть), Карабакирской, Кенесской, Кум-Арыкской и части Таласской волостей был образован Аулие-Атинский район, с административным центром в городе Аулие-Ата, который вошёл в состав Южно-Казахстанской области в 1932 году.
В 1938 году был образован Свердло́вский райо́н с административным центром в селе Михайловка. Указом Президиума Верховного Совета СССР от 14 октября 1939 года «Об образовании Семипалатинской, Акмолинской и Джамбулской областей в составе Казахской ССР», Свердловский район был присоединён в состав новообразованной Джамбулской области. Постановлением Пpезидиума Веpховного Совета Республики Казахстан от 4 мая 1993 года «Об упоpядочении тpанскрибиpования на pусском языке казахских топонимов, наименовании и пеpеименовании отдельных администpативно-теppитоpиальных единиц Республики Казахстан», путём слияния сёл Кра́сная Заря́ и Кене́с был образован отдельный населённый пункт, с присвоением ему наименования Байза́к.
Непосредственно история Байзака относится к Красной Заре (быв. Ново-Николаевка соответственно). Кенес был образован в советский период, в 1956—1997 гг. являлся центром овцеводческой фермы. В 1989 году, согласно переписи, село имело население 1082 чел.

## Современное состояние
На 2016 год — 16 улиц, 1 тупик и 8 переулков.

## Население
| Численность населения | Численность населения | Численность населения | Численность населения |
| 1920                  | 1989                  | 1999                  | 2009                  |
| --------------------- | --------------------- | --------------------- | --------------------- |
| 239                   | ↗2317                 | ↗2784                 | ↗3884                 |

### Национальный состав
Процентное соотношение численно-преобладающих национальностей села Красная Заря согласно переписи 1989 года:
| Национальность | Процентное соотношение |
| -------------- | ---------------------- |
| Казахи         | 47 %                   |
| Турки          | 31 %                   |
| Другие         | 22 %                   |